# Alejandro Reyes
Alejandro Reyes Abad, detto Álex (Cáceres, 17 dicembre 1993), è un cestista spagnolo.
È il figlio dell'ex cestista Miguel Ángel Reyes.